# Protoschwenckia mandonii
Protoschwenckia mandonii är en potatisväxtart som beskrevs av Solered. Protoschwenckia mandonii ingår i släktet Protoschwenckia och familjen potatisväxter. Inga underarter finns listade i Catalogue of Life.